# City of New Orleans
City of New Orleans è una canzone scritta da Steve Goodman, incisa e pubblicata nel 1971 dall'autore nel suo  album Steve Goodman, pubblicato dalla Buddah Records.
Nel 1972 Arlo Guthrie realizzò una sua cover che raggiunse immediatamente il successo.
Nel 1973 il cantautore Joe Dassin realizzò una sua versione in francese, con un testo completamente diverso dall'originale, con il titolo Salut les amoureux, il brano raggiunse la settima posizione nella hit parade francese. Nel 1984 Willie Nelson realizzò una sua versione che scalò la vetta della Hot Country Songs negli Stati Uniti. Il supergruppo Punk-Rock Me First and the Gimme Gimmes ne incise una versione rilasciata  per la prima volta sulla compilation Fat Wreck Chords X-mas Bonus nel 2006 e successivamente nel 2017 nella raccolta Rake it In: The Greatestest Hits.